# Artziniega
Arceniega (basco) é um município da Espanha na província de Álava, comunidade autónoma do País Basco, de área 27,45 km² com população de 1702 habitantes (2007) e densidade populacional de 62,0 hab./km².

## Demografia
| Variação demográfica do município entre 1991 e 2004 | Variação demográfica do município entre 1991 e 2004 | Variação demográfica do município entre 1991 e 2004 | Variação demográfica do município entre 1991 e 2004 |
| --------------------------------------------------- | --------------------------------------------------- | --------------------------------------------------- | --------------------------------------------------- |
| 1991                                                | 1996                                                | 2001                                                | 2004                                                |
| 1227                                                | 1293                                                | 1336                                                | 1451                                                |